# Veronica Besana
Veronica Besana (Erba, 15 settembre 2002) è un'ostacolista italiana.

## Biografia
Ha stabilito due record nazionali (uno da allieva nel pentathlon ed uno da promessa nei 100 m hs); il 14 luglio 2023 correndo in 12"90 nella vittoriosa batteria degli Europei Under-23 ha ulteriormente migliorato il suo tempo sui 100 m hs (che nel frattempo non era più record italiano promesse, in quanto tale primato era stato migliorato da Elena Carraro), stabilendo nell'occasione il sesto miglior tempo italiano di sempre sui 100 m hs.

## Record nazionali
Promesse
- 60 metri ostacoli indoor: 8"05 ( Belgrado, 13 febbraio 2024)

Allieve
- Pentahtlon: 3840 p. ( Padova, 28 gennaio 2018)

## Progressione

### 60 metri ostacoli indoor
| Stagione | Tempo | Luogo    | Data      | Rank. Mond. |
| -------- | ----- | -------- | --------- | ----------- |
| 2023/24  | 8"05  | Belgrado | 13-2-2024 |             |
| 2022/23  | 8"10  | Ancona   | 5-2-2023  |             |
| 2021/22  | 8"31  | Ancona   | 26-2-2022 |             |
| 2020/21  | 8"47  | Ancona   | 23-1-2021 |             |
| 2019/20  | 8"43  | Ancona   | 9-2-2020  |             |

### 100 metri ostacoli
| Stagione | Tempo | Luogo     | Data      | Rank. Mond. |
| -------- | ----- | --------- | --------- | ----------- |
| 2025     | 12"88 | Trieste   | 26-7-2025 |             |
| 2024     | 13"00 | Bruxelles | 26-5-2024 |             |
| 2023     | 12"90 | Espoo     | 14-7-2023 |             |
| 2022     | 13"43 | Trieste   | 28-5-2022 |             |
| 2021     | 13"47 | Rovereto  | 26-6-2021 |             |
| 2020     | 13"88 | Milano    | 25-7-2020 |             |

## Palmares
| Anno | Manifestazione   | Sede    | Evento   | Risultato  | Prestazione | Note  |
| ---- | ---------------- | ------- | -------- | ---------- | ----------- | ----- |
| 2018 | Europei U18      | Győr    | 100 m hs | Semifinale | 15"46       |       |
| 2021 | Europei U20      | Tallinn | 100 m hs | Semifinale | dnf         | [ 1 ] |
| 2021 | Mondiali U20     | Nairobi | 100 m hs | Semifinale | 14"01       | [ 2 ] |
| 2022 | Mediterraneo U23 | Pescara | 100 m hs | Bronzo     | 13"58       |       |
| 2023 | Europei U23      | Espoo   | 100 m hs | Finale     | dnf         | [ 3 ] |
| 2023 | Universiadi      | Chengdu | 100 m hs | 4ª         | 12"98       |       |
| 2024 | Mondiali indoor  | Glasgow | 60 m hs  | Batteria   | 8"15        |       |
| 2024 | Europei          | Roma    | 100 m hs | Semifinale | 13"02       |       |

## Campionati nazionali
2018
- Oro ai campionati italiani allievi, 100 m hs - 13"43
- Oro ai campionati italiani allievi indoor, 60 m hs - 8"30

2019
- Oro ai campionati italiani allievi, 100 m hs - 13"49
- Oro ai campionati italiani allievi indoor, 60 m hs - 8"30

2020
- Argento ai campionati italiani assoluti, staffetta 4x100 - 47"63
- Bronzo ai campionati italiani juniores, 100 m hs - 14"12
- Argento ai campionati italiani juniores, staffetta 4x100 - 47"40
- Oro ai campionati italiani juniores indoor, 60 m hs - 8"43
- Oro ai campionati italiani juniores indoor, staffetta 4x1 giro - 1'42"39

2021
- 6ª ai campionati italiani assoluti, 100 m hs - 13"47
- 5ª ai campionati italiani assoluti indoor, 60 m piani - 8"50
- Oro ai campionati italiani juniores, 100 m hs - 13"49
- Argento ai campionati italiani juniores indoor, 60 m hs - 8"62

2022
- 7ª ai campionati italiani assoluti, 100 m hs - 13"52
- 8ª ai campionati italiani assoluti indoor, 60 m hs - 8"36
- Argento ai campionati italiani promesse, 100 m hs - 13"45
- Bronzo ai campionati italiani promesse indoor, 60 m hs - 8"40

2023
- Bronzo ai campionati italiani assoluti indoor, 60 m hs - 8"14
- Argento ai campionati italiani promesse, 100 m hs - 13"12
- Oro ai campionati italiani promesse indoor, 60 m hs - 8"10

2024
- Argento ai campionati italiani assoluti indoor, 60 m hs - 8"09
- Oro ai campionati italiani promesse indoor, 60 m hs - 8"18
- Bronzo ai campionati italiani assoluti (La Spezia), 100 m hs - 13"08

## Altre competizioni internazionali
2024
- Argento al Belgrade Indoor Meeting ( Belgrado), 60 m hs - 8"05